# Hot Cakes
| Совокупная оценка | Совокупная оценка |
| Источник          | Оценка            |
| ----------------- | ----------------- |
| Metacritic        | 67/100            |
| Оценки критиков   |                   |
| Источник          | Оценка            |
| AllMusic          | [ 2 ]             |
| The A.V. Club     | D+                |
| The Guardian      | [ 4 ]             |
| The Independent   | [ 5 ]             |
| Mojo              | [ 6 ]             |
| NME               | 7/10              |
| Pitchfork         | 5.2/10            |
| PopMatters        | 3/10              |
| Rolling Stone     | [ 10 ]            |
| Uncut             | 7/10              |

Hot Cakes — третий студийный альбом британской хард-рок-группы The Darkness, выпущенный 20 августа 2012 года на Canary Dwarf Records и Wind-up Records. Продюсер Ник Брайн и участники группы Джастин и Дэн Хокинс спродюсировали альбом, который стал первым после воссоединения группы в 2011 году и первым, в котором участвовал басист-основатель Фрэнки Поуллейн после выхода альбома Permission to Land в 2003 году. Это также последний альбом, в котором участвовали все 4 участника группы после ухода Эда Грэма в 2014 году. Несмотря на то, что альбом выйдет только 20 августа, он был доступен для прослушивания на сайте Rolling Stone 14 августа.
Альбом получил положительные отзывы музыкальной критики и интернет-изданий и дебютировал на первом месте в чарте рок-альбомов Великобритании.

## История
В 2011 году Darkness воссоединились после пятилетнего перерыва, и Поулен вернулся в группу, заменив своего преемника Ричи Эдвардса. По поводу воссоединения группы барабанщик Эд Грэм сказал:
До меня дошли слухи, что Дэн и Джастин [Хокинс] снова пишут песни вместе, и, не разговаривая с ними целую вечность, я написал им. В принципе, я предполагал, что они собираются реформироваться, но я не знал, что буду в этом участвовать. Однажды Дэн был в Лондоне и сказал: «Эд, я хотел бы встретиться с тобой», мы просто выпили, и он сказал: «Мы уже несколько месяцев пишем песни вместе и наконец-то дошли до той стадии, когда нам действительно нужны четыре человека, так что ты заинтересован?». Что было просто замечательно.

## Композиция
Большая часть альбома была записана в доме гитариста Дэна Хокинса, на ферме Leeders Farm в Норфолке. Обсуждая альбом в сравнении с двумя предыдущими студийными альбомами группы, Permission to Land и One Way Ticket to Hell... and Back, барабанщик Эд Грэм отметил: «Я думаю, мы все чувствуем, что второй альбом Darkness немного перегружен продюсированием и, возможно, местами немного сбился с пути. Я думаю, мы хотели вернуться к той форме, в которой мы были; мы хотели сделать что-то, что было бы больше похоже на Permission to Land, чем на второй альбом. На новом альбоме есть пара песен, которые на самом деле являются очень старыми песнями, которые мы играли десять лет назад, когда только образовались».
Трек «She Just a Girl, Eddie» был написан о бывшей девушке Грэма. Перед выходом альбома Грэм отметил: «Джастин написал песню о моей бывшей девушке, что немного смущает. Он написал песню под названием „She Just a Girl Eddie“, и в ней очень явно говорится о расставании с моей бывшей. В ней не упоминается её имя, но мне нравится её исполнять. Это хорошая песня. Я с ней не разговариваю, поэтому не знаю, слышала она её или нет. Не знаю, как она к этому отнесётся». Джастин Хокинс сказал об альбоме: «В Hot Cakes чувствуется приятная сырость, как и в первом альбоме, но иногда встречаются роскошные моменты, как на втором. Мы гордимся этими песнями и не можем дождаться, когда люди их услышат. Мы уже некоторое время играем много материала с альбома на концертах. Каждый раз, когда мы играем новую песню, это похоже на глубокий мощный толчок в неистовом любовном ритуале между нами и нашими поклонниками». В альбом вошла кавер-версия сингла Radiohead «Street Spirit (Fade Out)», о которой Хокинс сказал: «Мы включили кавер Radiohead, потому что он был любимцем концертов на протяжении многих лун, и мы хотели выпустить окончательную запись нашей интерпретации».

## Отзывы
Альбом получил положительные отзывы музыкальной критики и интернет-изданий. На Metacritic, сайте-агрегаторе рецензий, который собирает рецензии из основных изданий и выставляет средневзвешенный балл из 100, альбом получил 67 баллов на основе 24 рецензий критиков. Эта оценка означает «в целом благоприятные отзывы».
Мэтт Коллар из Allmusic написал положительную рецензию, отметив: «Возможно, никто не ожидал, что группа когда-нибудь сравнится с головокружительным, каратистским кайфом Permission to Land, но альбом-возвращение группы, Hot Cakes, определённо заслуживает того, чтобы поставить группе несколько дьявольских рогов». Журнал NME заявил: «Ничего не изменилось, кроме восприятия их миром. Теперь они трезвы и не находятся постоянно у всех на виду, так что мы все можем воспринимать их в том добродушном, весёлом духе, в котором они всегда были задуманы». The Guardian высоко оценил возвращение группы, заявив: «Если первая глава карьеры The Darkness была завершена блестящим взлётом и бесславным распадом, то их возвращение было более сдержанным и целенаправленным. […] Hot Cakes изобилует заразительными мелодиями, пылающими лидирующими партиями и жёсткими риффами, а безошибочный фальцет Джастина Хокинса добавляет пафоса и глупости в равной степени». Чак Эдди из Rolling Stone отметил: «Hot Cakes остаётся забавным, смешивая пивные бочки с гордыми балладами». Джейсон Хеллер из The A.V. Club дал альбому отрицательную рецензию, заявив: «Hot Cakes знаменует собой момент, когда The Darkness перестали каннибализировать золотой век стадионного рока и просто начали каннибализировать самих себя. И, несмотря на то, что Хоукинс не устаёт хватать себя за промежность, в альбоме никогда не было так много мяса».

## Список композиций
| №   | Название                                     | Автор(ы)                                                              | Длительность |
| --- | -------------------------------------------- | --------------------------------------------------------------------- | ------------ |
| 1.  | «Every Inch of You»                          | Justin Hawkins, Дэн Хокинс                                            | 3:04         |
| 2.  | «Nothing's Gonna Stop Us»                    | J. Hawkins, D. Hawkins, Chris McDougall                               | 2:45         |
| 3.  | «With a Woman»                               | J. Hawkins, D. Hawkins, Frankie Poullain                              | 3:41         |
| 4.  | «Keep Me Hangin' On»                         | J. Hawkins, D. Hawkins                                                | 3:00         |
| 5.  | «Living Each Day Blind»                      | J. Hawkins, D. Hawkins                                                | 5:06         |
| 6.  | «Everybody Have a Good Time»                 | J. Hawkins, D. Hawkins                                                | 4:48         |
| 7.  | «She Just a Girl, Eddie»                     | J. Hawkins, D. Hawkins                                                | 3:46         |
| 8.  | «Forbidden Love»                             | J. Hawkins, D. Hawkins, Poullain                                      | 3:49         |
| 9.  | «Concrete»                                   | J. Hawkins, D. Hawkins, Poullain                                      | 3:52         |
| 10. | «Street Spirit (Fade Out)» (кавер Radiohead) | Thom Yorke, Jonny Greenwood, Colin Greenwood, Ed O'Brien, Phil Selway | 3:07         |
| 11. | «Love Is Not the Answer»                     | J. Hawkins, D. Hawkins                                                | 3:41         |

| №   | Название                                                | Автор(ы)                         | Длительность |
| --- | ------------------------------------------------------- | -------------------------------- | ------------ |
| 12. | «I Can't Believe It's Not Love» (акустическое демо)     | J. Hawkins, D. Hawkins           | 3:43         |
| 13. | «Love Is Not the Answer» (акустическое демо)            | J. Hawkins, D. Hawkins           | 3:46         |
| 14. | «Pat Pong Ladies» (демо микс)                           | J. Hawkins, D. Hawkins, Poullain | 3:58         |
| 15. | «Cannonball» (длинная версия) (при участи Ian Anderson) | J. Hawkins, D. Hawkins, Poullain | 4:20         |

| №   | Название                                         | Длительность |
| --- | ------------------------------------------------ | ------------ |
| 16. | «Nothing's Gonna Stop Us» (музыкальное видео)    | 3:02         |
| 17. | «Everybody Have a Good Time» (музыкальное видео) | 5:57         |

| №   | Название                                   | Длительность |
| --- | ------------------------------------------ | ------------ |
| 16. | «The Horn»                                 | 2:53         |
| 17. | «Christmas Time (Don’t Let the Bells End)» | 3:29         |
| 18. | «Every Inch of You» (Live)                 | 3:19         |
| 19. | «Black Shuck» (Live)                       | 3:31         |
| 20. | «Get Your Hands off My Woman» (Live)       | 3:46         |
| 21. | «Everybody Have a Good Time» (Live)        | 4:23         |
| 22. | «Planning Permission» (Live)               | 3:02         |
| 23. | «With a Woman» (Live)                      | 3:41         |
| 24. | «One Way Ticket» (Live)                    | 4:13         |
| 25. | «Growing on Me» (Live)                     | 3:34         |
| 26. | «I Believe in a Thing Called Love» (Live)  | 4:10         |

## Позиции в чартах
| Чарт (2012—2013)                    | Высшая позиция |
| ----------------------------------- | -------------- |
| Australian ARIA Albums Chart        | 15             |
| Austrian Albums Chart               | 24             |
| Belgian Albums Chart (Flanders)     | 124            |
| Belgian Albums Chart (Wallonia)     | 67             |
| Dutch Albums Chart                  | 94             |
| French Albums Chart                 | 107            |
| German Albums Chart                 | 16             |
| Irish Albums Chart                  | 14             |
| Italian Albums Chart                | 15             |
| Japanese Albums Chart               | 15             |
| Spanish Albums Chart                | 51             |
| Swedish Albums Chart                | 30             |
| Swiss Albums Chart                  | 20             |
| UK Albums Chart                     | 4              |
| UK Rock Chart                       | 1              |
| US Billboard 200                    | 43             |
| US Billboard Hard Rock Albums Chart | 2              |
| US Billboard Rock Albums Chart      | 12             |